# Pseudoparola
Una pseudoparola è costituita da una serie di suoni che corrispondono alle regole fonologiche di una lingua, ma senza significazione propria, cioè una o più sillabe con suoni propri di questa lingua, ma senza senso.
È quindi un tipo di bordatura, una o più sillabe con suoni propri di questa lingua, pronunciabile ma senza significato. Le pseudoparole sono utili per studiare i suoni in modo sistematico e integrato. Sono usate in esercizi di discriminazione uditiva per presentare suoni e anche in esercizi pratici di fonetica. Questo aiuta a migliorare la pronuncia e imparare a articolare (o correggere) suoni quando si sta imparando o perfezionando la lingua. Possono avere altre applicazioni nella didattica della lingua.

## Caratteristiche
Le pseudoparole si creano in due modi. Il primo metodo consiste nel cambiare almeno una lettera in una parola. Il secondo metodo utilizza diversi bigrammi e trigrammi e li combina. Entrambi i metodi valutano alcuni criteri per confrontare una pseudoparola con un'altra parola reale. Quanto più una parola corrisponde a una di queste in termini di criteri, tanto più forte è la parola.
Le pseudoparole sono talvolta chiamate anche parole "wug" nel contesto di esperimenti psicolinguistici. Questo è perché "wug" [w.g] è stata una delle prime pseudoparole (in inglese) utilizzate da Jean Berko Gleason nei suoi esperimenti di "wug" del 1958. Parole come "wug", che potrebbero essere state una parola perfettamente accettabile in inglese, sono state presentate ai bambini. Lo sperimentatore incita i bambini a creare un plurale per "wug", ricevendo "wugs" [w.gz] come risposta collettiva. Gli esperimenti sono stati progettati per vedere se la morfofonemia inglese sarebbe stata applicata dai bambini a nuove parole. Hanno rivelato che anche in età molto precoci, i bambini hanno già interiorizzato molte delle caratteristiche complesse della loro lingua.

## Studi linguistici
Esperimenti con pseudoparole hanno portato alla scoperta dell'effetto pseudoparola, un fenomeno in cui le non parole che sono simili ortograficamente alle parole reali portano a più confusione, o "attacchi e falsi allarmi", che altre parole reali che sono anche simili in ortografia.
Il ragionamento dietro si concentra sul significato semantico. La semantica aiuta a differenziare più rapidamente tra parole che sembrano simili, portando alla conclusione che l'effetto pseudoparola è causato da un processo basato sulla familiarità.
Sono spesso utilizzate in studi relativi all'afasia e ad altri deficit cognitivi. In particolare, l'afasia di Broca è stata associata a difficoltà nell'elaborazione di pseudoparole. Negli studi di afasia, sono spesso usate per misurare la frequenza di sillaba facendo in modo che i pazienti tentino di pronunciarle.
Inoltre, i pazienti con mal di emisfero sinistro tendono ad avere una difficoltà significativamente maggiore per scrivere pseudoparole rispetto a quelli che hanno il male dell'emisfero destro. Questo deficit specifico si conosce come effetto di lexicalità.

## Pseudoparole e comprensione della lettura
Nel testare la capacità dei lettori principianti, le pseudoparole sono usate a causa delle loro caratteristiche come non-parole pronunciabili. Le persone con disabilità di lettura hanno più difficoltà per pronunciare pseudoparole. Dato che le pseudoparole vengono fatte utilizzando sillabe comuni, potrebbe essere ovvio che i problemi nel pronunciarle sarebbero collegati a problemi quando pronunciano parole reali. A partire da questi risultati, la fluidità di parole senza senso è ora considerata un indicatore di base di alfabetizzazione precoce.
Una prova standardizzata per i lettori iniziali, Dynamic Indicators of Basic Early Literacy Skills (DIBELS), mostra punteggi elevati nella pronuncia di pseudoparole che sono correlate con punteggi alti nella lettura di parole autentiche. A causa di questi risultati, le pseudoparole vengono spesso usate per addestrare i lettori primitivi e per rafforzare la loro conoscenza morfologica.

## Letteratura metasemantica
Soprattutto presente nell’area della poesia, consiste nell’uso, all’interno del testo, di questo tipo di parole.
L'esempio più famoso di poesia metasemantica è il poema Il Lonfo di Maraini. È noto soprattutto per la recita di Gigi Proietti nel 2005, in televisione, durante la trasmissione di Renzo Arbore (Speciale per me - meno siamo meglio stiamo), così come per la sua recitazione nell'episodio del 7 febbraio 2007, il programma Parla con me, diretto a Rai 3 da Serena Dandini.